# Серата (Бістріца-Несеуд)
Серата (рум. Sărata) — село у повіті Бистриця-Несеуд в Румунії. Адміністративно підпорядковане місту Бистриця.
Село розташоване на відстані 320 км на північний захід від Бухареста, 7 км на південний захід від Бистриці, 71 км на північний схід від Клуж-Напоки.

## Населення
За даними перепису населення 2002 року у селі проживали 1039 осіб.
Національний склад населення села:
| Національність | Кількість осіб | Відсоток |
| -------------- | -------------- | -------- |
| угорці         | 468            | 45,0%    |
| цигани         | 295            | 28,4%    |
| румуни         | 274            | 26,4%    |

Рідною мовою назвали:
| Мова      | Кількість осіб | Відсоток |
| --------- | -------------- | -------- |
| угорська  | 578            | 55,6%    |
| румунська | 271            | 26,1%    |
| циганська | 189            | 18,2%    |